# João de Paula Teixeira Filho
João de Paula Teixeira Filho (Araxá, 15 de setembro de 1905 – Goiânia, 05 de outubro de 1995) foi um político brasileiro. Ele foi prefeito de Goiânia de 5 de março de 1955 a 31 de janeiro de 1959.

## Biografia
Nascido em Araxá, no interior de Minas Gerais, na década de 1920, mudou-se para Goiânia em 1939 para trabalhar como fotógrafo, sendo servidor público do governo de Goiás. Além disso, ocupou os serviços de inspetor da Guarda Civil da Goiânia e gerente do Grande Hotel, atual patrimônio histórico. Foi presidente da Federação Goiana de Futebol (FGF) no início dos anos 1950.
Conhecido popularmente como Parateca, após ocupar o cargo de prefeito, presidiu a Associação Goiana de Municípios de 1961 a 1970. Foi casado com Juaci de Paula Teixeira, com quem teve três filhos, dentre eles o ator Dalmo Teixeira.

## Administração
Após o período de transição liderado pelo prefeito interino Messias de Souza Costa, hiato que ocorreu por uma confusão na contagem de votos do bairro de Campinas, João de Paula tomou posse em 5 de março de 1955 pelo Partido Trabalhista Brasileiro (PTB). Havia derrotado Hélio Seixo de Brito na acirrada eleição de 1954. Nos primeiros anos de sua gestão, dedicou-se principalmente à construção de estradas, açudes e escolas na zona rural e periférica de Goiânia. Ele também procurou ampliar a infraestrutura de distritos mais distantes da região central, que atualmente correspondem aos municípios de Aparecida de Goiânia, Goianira e Senador Canedo. Além disso, fundou o Viveiro Municipal e instaurou o Sistema de Tributação sobre Imóveis.